# Orde van de Reünie

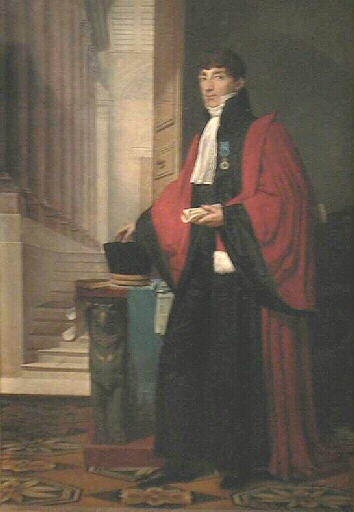
Keizerlijk Procureur Eustache-Marie Courtin was trots op zijn Orde van de Reünie (circa 1810)

De Keizerlijke Orde van de Reünie (Frans: "Ordre Imperial de la Réunion") werd gesticht door de keizer van Frankrijk, Napoleon I, op 11 oktober 1811 (andere bronnen noemen 18 oktober).

## Plan
Napoleon had op 1 juli 1810 het Koninkrijk Holland geannexeerd en stichtte tijdens zijn eerste bezoek aan 'zijn' Paleis op de Dam in Amsterdam een Orde van Verdienste in die de door Lodewijk Napoleon ingestelde Orde van de Unie moest vervangen. De Orde kreeg drie rangen; de keizer was Grootmeester.
De Orde zou niet minder dan 10.000 ridders, 2.000 commandeurs en 500 grootkruisen moeten tellen en de tweede Orde van het keizerrijk, na het Legioen van Eer maar voor de Orde van de IJzeren Kroon zijn. Voor de pensioenen van de leden, Napoleon geloofde niet in aanzien of adeldom zonder geld, was 500.000 franc per jaar uitgetrokken.De Orde hoort tot het type van de Napoleontische Orden zoals die in heel Europa door de Bonapartes werden gesticht.
In een brief aan de Franse kanselier Jean-Jacques-Régis de Cambacérès schreef de keizer dat een Orde met het motto "doe wel en zie niet om", het motto van de Orde van de Unie, niet bij een groot keizerrijk paste, "Il faudrait chercher une devise qui fît sentir d'avantage l'Union de la Baltique, de la Méditerranée, l'Adriatique et de l’Océan" (Frans:" We moeten een devies zoeken dat de voordelen van het verenigen van de Oostzeekust, de Middellandse Zee en de Adriatische Zee benadrukt") waren zijn exacte woorden.
Napoleon, die in megalomane verbanden dacht, had zojuist grote kustgebieden in Noordoost-Duitsland en de Illyrische provincies aan de Dalmatische kust bezet en de naam van de te stichten Orde moest een verwijzing naar het voor het eerst sinds de Romeinse tijd weer in één hand brengen van de controle over de zeeën rond Europa zijn.

## Praktijk
De Ridders van de Orde van de Unie kregen toestemming om hun oude eretekens nog tot 1 april te dragen of in te wisselen voor kleinoden van de nieuwe Orde. De Keizer hield zich het recht voor om deze of gene uit te sluiten van benoeming. Lodewijk Napoleon was in de ogen van de keizerlijke broer te scheutig geweest met benoemingen in zijn Orden.
De Franse maarschalk Jean-Baptiste Nompère de Champagny, hertog van Cadore, en de Nederlander Maarten van der Goes van Dirxland, kregen als Grootkanselier en Grootthesaurier de leiding over de Orde die ook een representatieve residentie, het Parijse Hôtel du Châtelet, kreeg toegewezen.
De Ridders in de Orde van de Reünie mochten zich "Chevalier" noemen en konden, wanneer zij 3000 franc per jaar verdienden ook een Franse adelsbrief verwerven waarmee zij én hun nakomelingen "Chevaliers de l'Empire" werden. Ook in andere door Frankrijk geannexeerde staten zoals de Palts, de Pauselijke Staat, Toscane en Piëmont konden onderscheidingen, het ging om de Orde van de Leeuw van de Palts, de Orde van de Gulden Spoor, het Kruis van Sint Jan van Lateranen, de Orde van de Heilige Stephanus en de Orden van de Verkondiging en Sint-Mauritius en Sint-Lazarus.
De Orde werd aan Franse onderdanen en vreemdelingen verleend voor verdienste in de ambtenarij, in de rechtspraak en in de strijdkrachten. De Orde wordt door historici "populair" bij de bevolking genoemd.

## Aantallen
Napoleons "Prins-stadhouder" Charles-François Lebrun, hertog van Plaissance, die zijn meester in Amsterdam vertegenwoordigde heeft het aantal benoemingen in de oude Orde van de Unie geïnventariseerd, het ging om: 
- 64 Grootkruisen waarvan 29 buiten Holland,
- 90 Commandeurs waarvan 21 buiten Holland en
- 527 Ridders waarvan 59 buiten Holland.

Volgens een opgave van Van der Goes Van Dirxland werden 11 Grootkruisen, 36 commandeurskruisen en 59 ridderkruisen ingeleverd en omgesmolten. De Franse staat verving deze, door de gedecoreerden meestal zèlfbetaalde, onderscheidingen door de kleinoden van de Orde van de Reünie.

## Dragers en weigeraars
Hollands afgezette Koning Lodewijk Napoleon bleef "zijn" Orde van de Unie zijn leven lang dragen en ook edellieden van de oude stempel zullen op het keizerlijke aanbod niet zijn ingegaan maar overal in Europa werden in de drie laatste jaren van het "Empire" Ridders in de Orde van de Reünie benoemd.
Drie Nederlandse staatslieden Godert van der Capellen, Anton Reinhard Falck en Visscher namen de in hun optiek de voor de Nederlandse natie vernederende Orde van de Reünie, waarvan het motto was: Tout pour l'Empire, niet aan. Van Capellen merkte op dat "de Eed mij voorkwam van dien aard te zijn, dat daardoor voor altijd afgezien werd, om, bij gunstiger kansen, mede te werken tot de herstelling van onze onafhankelijkheid. Alle overige Grootkruizen, Commandeurs en Ridders van de Hollandsche Orde van de Unie dachten daarover anders, namen de nieuwe Orde aan en onderteekenden den Eed".
De Ridders legden inderdaad een eed af waarin zij trouw aan de Keizer en het Keizerrijk beloofden en onder ede verklaarden "aan geen enkele bijeenkomst deel te nemen aan die op het verstoren van de rust in het rijk gericht was en de eer en veiligheid van de Keizer te bewaren".

## Afschaffing
De in 1814 teruggekeerde Bourbons verleenden de Orde niet maar zij werd ook niet afgeschaft. Tijdens de 'honderd dagen' voorafgaande aan de definitieve nederlaag in de Slag bij Waterloo verleende Napoleon I de Orde wel. Uiteindelijk was de Orde volgens een ambtelijke opgave 1.622 maal verleend, waarvan 1.364 Ridders, 127 Commandeurs en 131 Grootkruisen. In 614 gevallen betrof het een vreemdeling, dat wil zeggen geen onderdanen van Napoleon.Omdat de Orde begon met ruilen van de 681 dragers van de Unie zal een derde tot de helft van deze onderscheidingen in Nederland zijn verleend.
Op 28 juli 1815 hief Lodewijk XVIII de Orde van de Reünie op. De koning vroeg de Ridders om hun gouden en zilveren kleinoden terug te zenden aan de kanselarij van het Legioen van Eer. Daar zijn in Nederland maar weinigen op ingegaan want het kruis was immers de vervanging van een duurbetaald kruis van de Orde van de Unie geweest. De Nederlanders hadden jarenlang toegezien hoe hun land door Frankrijk werd leeggezogen en leeggeroofd en zullen ook niet graag hun zilver en goud naar Parijs hebben gezonden.

## Kleinood
Het juweel van de Orde van de Reünie was een gouden, wit geëmailleerde, ster met twaalf van gouden ballen voorziene punten. Tussen de twaalf punten zijn bundels van gouden speren aangebracht. Op de ster ligt een blauwomrande medaillon met een door een gouden lauwerkrans omringde gouden "N" op een gouden achtergrond. Op de blauwe ring staat: "A JAMAIS".
De keerzijde is gelijk aan de voorzijde maar in plaats van het keizerlijke monogram is een lege troonzetel afgebeeld. Op de grond voor de troon ligt de "Capitolijnse wolvin" Romulus en Remus te zogen. Wie goed kijkt zal de symbolen van de geannexeerde landen rond de toon zien liggen; er zijn een "Florentijnse leeuw" met een lelie, een "Nederlandse" leeuw met een pijlenbundel met negen pijlen die de Leeuw van de oude Republiek der Zeven Verenigde Nederlanden zal zijn, een Piëmontees wapenschild en twee drietanden van Neptunus die de zeevarende steden Hamburg en Genua symboliseren afgebeeld. De anders zo fiere en klauwende Nederlandse leeuw ondersteunt als een brave poes de troon van de Franse tiran. Op de ring staat "TOUT POUR L’EMPIRE".
Als verhoging is een beugelkroon gebruikt mat op de voorzijde en keerzijde een blauwe ring op het diadeem en de woorden "FONDATEUR" en "NAPOLEON". Het lint was hemelsblauw met een moiré-effect.
Er zijn twee modellen van de ster van de Grootkruisen bekend: een geborduurde ovale ster waarop een gekroonde napoleontische adelaar een schild met de op het medaillon afgebeelde troon vasthoudt en een massief zilveren ronde plaque in de vorm van het kleinood.
Omdat er ten tijde van het Tweede Franse Keizerrijk (1852-1870) veel vraag bestond naar souvenirs uit het Eerste Keizerrijk, werden in die tijd met behulp van de oude vormen en mallen op vrij grote schaal nieuwe kleinoden voor de Orden van de Unie en de Reünie gemaakt. Deze kleinoden zijn niet van de originelen te onderscheiden maar de zilveren ster is waarschijnlijk een fantasie uit het midden van de 19e eeuw. In 1811 droeg men vrijwel steeds geborduurde sterren.